# Идрис, Демсон
Демсон Идрис (англ. Damson Idris; род. 2 сентября 1991, Саутуарк, Лондон, Англия, Великобритания) — британско-нигерийский актёр. Сыграл главную роль в криминальной драме Джона Синглтона «Снегопад», премьера которой состоялась 5 июля 2017 года на канале FX. Он сыграл главную роль в научно-фантастическом боевике Netflix «Смертельная зона» (2021).

## Биография
Идрис родился в Пекхэме, на юго-востоке Лондона, младшим из шести детей в семье нигерийцев, происходящих из племени йоруба. Он играл в футбол и мечтал стать следующим Криштиану Роналду. Он также играл в регби, а в 2002 году пожал руку королеве Елизавете II, когда его команда приняла участие в её Золотом юбилее. Старшие братья и сёстры Идриса — три брата и две сестры — сделали корпоративную карьеру в сфере права, бизнеса и информационных технологий . В итоге он изучал драму в Лондонском университете Брунеля. Он получил степень бакалавра, с отличием, в области театра, кино и телевидения. Затем он продолжил обучение в Школе актёрского мастерства в Лондоне вместе с такими актёрами, как Джон Бойега, Летиша Райт и Малачи Кирби.
В Брюнеле Идрис познакомился с актрисой Кэти Тайсон, которая предложила ему познакомиться с Аде Соланке и пройти прослушивание на роль в её пьесе «Ящик Пандоры». Он получил роль, подписал контракт с агентом и начал играть в других спектаклях. Он также обучался в Identity School of Acting, основанной Феми Огунс. После выступления в Королевском национальном театре в Лондоне Идрис решил заняться ролями на телевидении и в кино. У него было несколько ролей в британских сериалах, включая «Миранду» (2013), «Врачи» (2015) и «Несчастный случай» (2015).
Прорывная роль Идриса — Франклин Сэйнт, амбициозный 19-летний торговец наркотиками из Лос-Анджелеса, в криминальной драме FX «Снегопад» от Джона Синглтона, премьера которой состоялась в июле 2017 года. Первый сезон « Снегопада», действие которого происходит в 1983 году, когда Соединённые Штаты находятся на пороге эпидемии кокаинового крэка, объединяет истории нескольких персонажей, чьи жизни скоро столкнутся из-за наркотиков. Идрис прошёл видео-прослушивание в Лондоне, прежде чем вылететь в Лос-Анджелес, где провёл день с Синглтоном, который хотел убедиться, что Идрис владеет акцентом. Чтобы практиковать свой американский акцент, он работал с рэпером WC, который обучил его не только аутентичному акценту, но и манерам, характерным для южного центра Лос-Анджелеса. Идрис получил хорошие отзывы за своё выступление; Малкольм Венейбл из TV Guide назвал его «не чем иным, как очаровательным». Премьера второй серии «Снегопада», действие которой происходит в 1984 году, состоялась в июле 2018 года.
Идрис получил свою первую роль на большом экране в 2016 году в Британском триллере «Город крошечных огней» с Ризом Ахмедом в главной роли. В 2017 году он дебютировал в американском кино в фильме «Меган Ливи» вместе с Кейт Мара, которая играла главную героиню в одноимённом фильме о войне. Идрис также сыграл роль агента ФБР в фильме 2018 года «Пассажир» с Лиамом Нисоном; и снялся в Farming вместе с Кейт Бекинсейл . Farming — полуавтобиографическая история Нигерийско-Британского актёра Адевале Акиннуойе-Агбадже, снявшего фильм. Идрис играет персонажа, основанного на Акиннуойе-Агбадже, который, как и многие Нигерийцы в конце XX века, был «отдан на откуп» белой семье в Великобритании в надежде на лучшую жизнь, в то время как Бекинсейл изображает его строгую приёмную мать. В 2019 году Демсон получил награду за лучшую мужскую роль в Британском фильме на Эдинбургском кинофестивале за свою роль. Он также появляется во втором эпизоде пятого сезона антологического сериала «Чёрное зеркало» «Осколки»».
В мае 2017 года Идрис получил награду «Emerging Talent Award» на 12-й церемонии вручения кинопремии Screen Nation Film and Television Awards в Лондоне.

## Личная жизнь
Идрис является преданным футбольным фанатом и поддерживает футбольный клуб «Манчестер Юнайтед». Он сказал, что его герой, это американский актёр Дензел Вашингтон. В 2017 году он сказал журналу Interview: "[Дензел] феноменален. Я не знал, что хочу быть актёром, но как только он нашёл меня, я посмотрел на тех, кого люди называли великими. Я посмотрел, на кого я хочу быть похожим. Не только в актёрской игре, но и в личной жизни. Будучи разносторонним человеком, прекрасным примером хорошего вкуса, престижа и класса, я действительно стремился к этому, поэтому он был человеком, который сделал это для меня.
В настоящее время Идрис встречается с Лори Харви. 13 января 2023 года он поделился романтическими фотографиями себя и Лори в своей истории в Instagram, подтвердив, что они состоят в отношениях.

## Фильмография

### Фильмы
| Год  | Заголовок             | Роль                 | Примечания |
| ---- | --------------------- | -------------------- | ---------- |
| 2016 | Город крошечных огней | Хаким                |            |
| 2017 | Меган Ливи            | Майкл Форман         |            |
| 2018 | Пассажир              | Агент Денис          |            |
| 2018 | Астрал                | Иордания             |            |
| 2018 | Farming (Воспитание)  | Энитан               |            |
| 2021 | Смертельная зона      | лейтенант Томас Харп |            |
| 2025 | F1                    | Джошуа Пирс          |            |

### Телевидение
| Год       | Заголовок         | Роль            | Примечания                   |
| --------- | ----------------- | --------------- | ---------------------------- |
| 2013      | Миранда           | пригородный     | Эпизод: «Короткая встреча»   |
| 2015      | Несчастный случай | Леон Джеймс     | Эпизод: «Сердце над головой» |
| 2015      | Врачи             | Криспин Норткот | Эпизод: «Суррогатный папа»   |
| 2017—2023 | Снегопад          | Франклин Сент   | Основной состав              |
| 2019      | Сумеречная зона   | Дориан Харрисон | Эпизод: «Повтор»             |
| 2019      | Чёрное зеркало    | Джейден Томминс | Эпизод: «Осколки»            |
| 2023      | Рой               | Халид           | Эпизод: «Ужаленный»          |

### Театр
| Год  | Заголовок       | Роль   | Театр                          | Драматург         |
| ---- | --------------- | ------ | ------------------------------ | ----------------- |
| 2012 | Хадидже 18 лет  | Сэм    | Театр Финборо                  | Шамсер Синха      |
| 2012 | Ящик Пандоры    | Топ    | Театр Аркола                   | Аде Соланке       |
| 2013 | Город призраков | Джо    | Пилотный театр                 | Джессика Фишер    |
| 2013 | Землянка        | Лео    | Театр табачной фабрики         | Аманда Уиттингтон |
| 2014 | Гостиница       | Другой | Королевский национальный театр | Полли Стенхэм     |